# Saint-Georges-de-la-Rivière
Saint-Georges-de-la-Rivière és un municipi francès situat al departament de la Manche i a la regió de Normandia. L'any 2007 tenia 249 habitants.

## Demografia

### Població
El 2007 la població de fet de Saint-Georges-de-la-Rivière era de 249 persones. Hi havia 104 famílies de les quals 21 eren unipersonals (4 homes vivint sols i 17 dones vivint soles), 54 parelles sense fills i 29 parelles amb fills.
La població ha evolucionat segons el següent gràfic:
Habitants censats

### Habitatges
El 2007 hi havia 346 habitatges, 104 eren l'habitatge principal de la família, 240 eren segones residències i 1 estava desocupat. 181 eren cases i 2 eren apartaments. Dels 104 habitatges principals, 90 estaven ocupats pels seus propietaris i 15 estaven llogats i ocupats pels llogaters; 8 tenien dues cambres, 18 en tenien tres, 25 en tenien quatre i 53 en tenien cinc o més. 76 habitatges disposaven pel capbaix d'una plaça de pàrquing. A 51 habitatges hi havia un automòbil i a 45 n'hi havia dos o més.

### Piràmide de població
La piràmide de població per edats i sexe el 2009 era:
| Homes | Edats   | Dones |
| ----- | ------- | ----- |
| 0     | 95 o +  | 0     |
| 0     | 90 a 94 | 0     |
| 0     | 85 a 89 | 4     |
| 0     | 80 a 84 | 0     |
| 12    | 75 a 79 | 4     |
| 0     | 70 a 74 | 12    |
| 12    | 65 a 69 | 4     |
| 8     | 60 a 64 | 12    |
| 12    | 55 a 59 | 8     |
| 16    | 50 a 54 | 12    |
| 0     | 45 a 49 | 4     |
| 12    | 40 a 44 | 8     |
| 4     | 35 a 39 | 4     |
| 0     | 30 a 34 | 0     |
| 8     | 25 a 29 | 0     |
| 4     | 20 a 24 | 8     |
| 0     | 15 a 19 | 4     |
| 16    | 10 a 14 | 0     |
| 4     | 5 a 9   | 0     |
| 0     | 0 a 4   | 4     |

## Economia
El 2007 la població en edat de treballar era de 141 persones, 87 eren actives i 54 eren inactives. De les 87 persones actives 71 estaven ocupades (42 homes i 29 dones) i 15 estaven aturades (6 homes i 9 dones). De les 54 persones inactives 31 estaven jubilades, 13 estaven estudiant i 10 estaven classificades com a «altres inactius».

### Ingressos
El 2009 a Saint-Georges-de-la-Rivière hi havia 114 unitats fiscals que integraven 281 persones, la mediana anual d'ingressos fiscals per persona era de 18.148 €.

### Activitats econòmiques
Dels 9 establiments que hi havia el 2007, 1 era d'una empresa de fabricació d'altres productes industrials, 1 d'una empresa de construcció, 1 d'una empresa de comerç i reparació d'automòbils, 3 d'empreses d'hostatgeria i restauració, 1 d'una empresa immobiliària, 1 d'una empresa de serveis i 1 d'una empresa classificada com a «altres activitats de serveis».
Dels 3 establiments de servei als particulars que hi havia el 2009, 1 era un guixaire pintor, 1 empresa de construcció i 1 restaurant.
L'any 2000 a Saint-Georges-de-la-Rivière hi havia 8 explotacions agrícoles.

## Poblacions més properes
El següent diagrama mostra les poblacions més properes.